# 第143战斗攻击机中队
第143战斗攻击机中队（英語：Strike Fighter Squadron 143, VFA-143），绰号呕吐犬（Pukin' Dogs），是美国海军的一支航母战斗机中队，驻扎基地位于弗吉尼亚州的奥西安纳海军航空站（NAS Oceana）。呕吐狗为现役作战舰队中队，隶属于第七舰载飞行联队（CVW-7），主要装备機種为F/A-18E超级大黄蜂战斗攻击轰炸机。2015年11月，VFA-143跟隨CVW-7改派駐至杜魯門號航空母艦（USS Harry S. Truman CVN-75）上，並自美國東岸的基地出發，前往中東地區進行部署任務。

## 外部連結
- （英文）VFA-143（美國海軍官方網站） （页面存档备份，存于）